# Ermita de Nuestra Señora del Socorro
La Ermita de Nuestra Señora del Socorro es un templo católico que se encuentra en el municipio de Rociana del Condado, provincia de Huelva (España). Esta ermita está bajo el patrocinio de la Virgen del Socorro, advocación mariana considerada como la patrona del municipio. Fue construida en 1743.

## Descripción
La fachada es de estilo barroco andaluz, con una portada formada por un arco de medio punto de entrada enmarcado por pilastras sencillas y rematado por un frontón roto. Superpuesta sobre la portada se encuentra una pequeña hornacina vacía con un frontón curvo. En la parte superior se localiza una espadaña barroca con un único vano para campana, con una pilastra a cada lado y un frontón doble.
La planta es de salón con cubierta de medio punto, separada en dos tramos y con una cúpula sobre pechinas policromada con las letanías de la Virgen, las cuales fueron realizadas por el pintor rocianero Manuel García. En el altar mayor se encuentra un retablo tabernáculo que alberga la imagen de la Virgen del Socorro.

## Historia

### Advocación

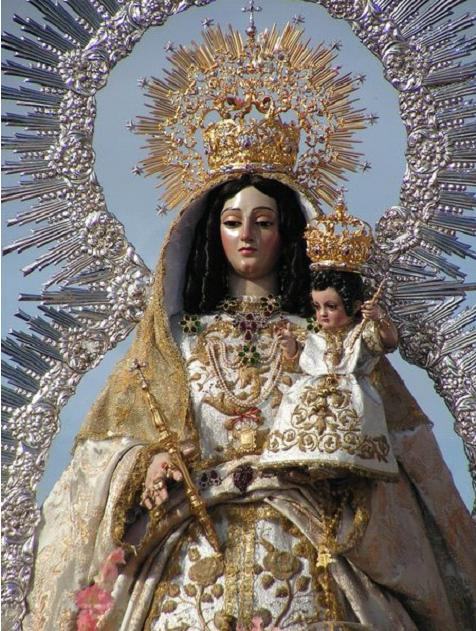
Imagen de la Virgen del Socorro de Rociana del Condado.

La imagen de la Virgen data del 1580 aproximadamente y no se conservan datos sobre su autoría, aunque es atribuida al imaginero Jerónimo Hernández. Su primer destino fue el primer convento de dominicas de la comarca en el año 1589, radicado en Rociana. En 1610, este convento es abandonado por la falta de recursos, siendo trasladadas sus monjas a la vecina localidad de Almonte. Tras este evento, la imagen quedó en la capilla del convento, atrayendo a los devotos a esta capilla, comenzando a ser considerada como la patrona del municipio.
Los devotos durante las diferentes sequías que ha sufrido el municipio la han sacado en procesión extraordinaria, siéndole atribuidos varios milagros, como la finalización de la gran sequía de 1958 en cuanto salió de la capilla o la curación milagrosa de Dolores Pichardo Pérez, la cual se encontraba impedida desde hacía cuatro años y que al pasar la procesión a su altura en la calle Huertas, esta comenzó a andar tras la Virgen.
Fue declarada oficialmente como patrona canónica el 7 de septiembre de 1966. A finales del pasado siglo, la imagen sufrió un ataque en el interior de la ermita, que causó desperfectos en el Niño Jesús, los cuales tuvieron que ser reparados. En agosto de 2004, la imagen fue coronada canónicamente por el obispo de Huelva. En agosto de 2019 le fueron sustraídas las joyas de oro y el dinero del cepillo mientras se encontraba en la Iglesia de San Bartolomé.
Cuenta con una hermandad en su honor, la «Hermandad de Nuestra Señora del Socorro Coronada», la cual le rinde culto en la ermita. Cada 8 de septiembre, es sacada en procesión, coincidiendo con su festividad. Además, cada 14 de agosto sale en procesión por las calles de su población, siendo el día 15 festivo religioso nacional, y cuya celebración se reintentó adaptar al mismo 15 de agosto durante los años 2008 y 2009, siendo devuelta su celebración al 14 de agosto de nuevo a posteriori (2010) tras decisión de su junta por la bajada del culto tras los cambios.